# Albert d'Alavanya
Albert d’Alavanya (Regne de València, segle xiii — Regne de València, segle XIII), jurista i jutge reial, va estudiar Dret a Bolonya, on es va graduar en Lleis, car així consta en alguns documents de 1265.
Martí de Viciana, va escriure en la Crònica de València, que la família del jurista va intervindre en la conquesta del regne de València, establint-se a Oriola:
| « | (castellà) De la família d'Alavanya Mossén Francisco d'Alavanya, doctor en drets, habitant a la ciutat d'Oriola. És cavaller descendent de la casa d'Alavanya de l'època de la presa d'Oriola, segons sembla pel llibre del repartiment dels heretaments de l'horta fet el 4 de setembre de l'any 1272. Això mateix sembla per altres llibres anuals de la mateixa ciutat conservats a l'arxiu d'aquesta. Les seves pròpies armes són un escut en camp de plata, un altre escut amb quatre puntes fet en quatre quartos, en els dos quartos superiors i inferiors, camp colorat de vermell, amb una franja merlada d'or i en els dos quartos dels costats, en cadascun, camp de plata i tres barres negres d'alt a baix, segons l'exemple que es segueix. | » |

El rei Jaume I el va nomenar el seu conseller el 1268, any en qué es té constància que va donar una famosa que es recull en la primera edició dels Furs de València de 1482 a la «Sentencia donada per lo rey en Jacme sobre los delmes e primicies del regne de València», on diu que estava present, entre d'altres «n’Albert d’Alavanya, maestre en Leys».

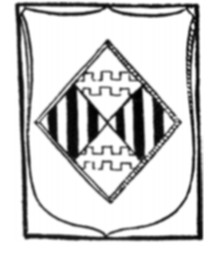
Escut d'armes dels Alavanya segons de Viciana

Va ser el primer comentarista dels Furs i defensor del dret indígena contra els partidaris de l’aplicació dels drets canònic i romà.
El nom del jurista apareix citat en el Llibre de Privilegis de la ciutat de València, en un privilegi de l'any 1271, confirmant als pobladors la possessió dels seus béns. Alavanya, va ser autor del llibre, «Notae super foris regni Valentiae»:
| « | (castellà) Aquí teniu la descripció del manuscrit: Al llom hi diu «Alabanya alior Note Super Foris»; al primer full, que no està numerat, s'amplia amb «Alberti d'Alabanya, G. Jaffer, et alior. Notae Super Foris Regni Valencie». | » |

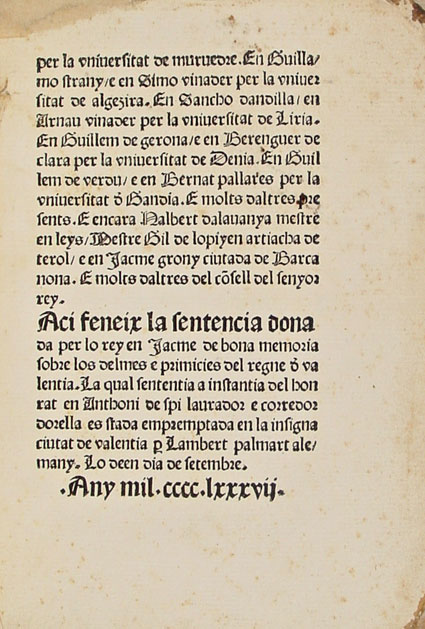
Albert d'Alavanya a la «Sentencia donada per lo rey en Jacme sobre los delmes e primicies del regne de València».

Com a jurista, va ser molt citat pels seus contemporanis, però el seu nom va anar caient en l'oblit, Belluga i altres juristes del xv ja no en fan menció del seu nom ni del seu Notae super foris regni Valentiae:
També se li atribueix l'obra titulada «Tractatus de contractu comande» va ser citada pel jurista del segle xiv Arnaldo Juan en els seus «Comentarios»; ambdós llibres són manuscrits.